# Guido Venturoni
Guido Venturoni (* 10. dubna 1934, Teramo) je bývalý italský admirál. V letech 1994 až 1999 byl náčelníkem generálního štábu italských ozbrojených sil, který zavedl dalekosáhlé reformy ve strukturách vojenského vedení a v letech 1999 až 2002 byl předsedou vojenského výboru NATO.
Dne 22. dubna 2002 převzal Řád Bílého lva III. třídy za významné přispění k přípravě českých vojáků na plnění úkolů v mezinárodním vojenském štábu Severoatlantické aliance.

## Vojenská kariéra
Od roku 1952 do roku 1956 studoval na Italské námořní akademii. Zpočátku sloužil na válečných lodích italského námořnictva. V letech 1958 až 1959 se zúčastnil pilotního výcviku v USA, při kterém získal také certifikaci pro letadlové lodě. Z politických důvodů však tuto certifikaci nikdy nemohl využít, protože italské letectvo bránilo námořnictvu v použití stíhacích letounů. Později létal v helikoptérách s námořním letectvem. Velel korvetám, fregatám, křižníku Andrea Doria a eskadře námořního letectva nebo vedl také různé štáby.
Od února 1992 do prosince 1993 zastával funkci náčelníka štábu admirality.
Začátkem ledna 1994 vystřídal generála Domenica Corcioneho v pozici náčelníka generálního štábu italských ozbrojených sil. V této funkci připravil hlubokou strukturální reformu ozbrojených sil, která byla realizována v roce 1997. Upgradoval generální štáb, rozšířil správní ústřednu a štábům ozbrojených sil bylo přiděleno více podporovacích úkolů. Od února 1999 v jeho práci dále pokračoval generál Mario Arpino, který ho vystřídal v této funkci. Dne 6. května 1999 se stal předsedou vojenského výboru NATO, kterou vykonával do července 2002. Poté pracoval v manažerské a poradní roli v obranném průmyslu. Od února 2013 do května 2014 byl viceprezidentem italské nadnárodní společnosti specializující se na letectví, obranu a bezpečnost Finmeccanica.

## Vyznamenání
- Rytíř velkokříže Řádu za zásluhy Italské republiky
- Velký důstojník vojenského řádu Itálie
- Mauricijská medaile za 10 let vojenské kariéry
- Zlatá medaile za zásluhy od italského Červeného kříže
- Zlatý kříž s hvězdou pro důstojníky a poddůstojníky se 40 lety služby
- Zlatá medaile cti za dlouhou námořní plavbu s 20 let služby
- Vojenská medaile letectva za dlouhou leteckou navigaci (20 let)
- Velká čestná dekorace ve zlatě [2]
- Komandér Záslužné legie
- Řád Bílého lva III. třídy
- Kříž s meči Maltézského záslužného řádu